# Schelly
Der Schelly (Coregonus stigmaticus), auch als Skelly bezeichnet, ist eine Fischart aus der Gattung Coregonus. Er ist auf wenige Seen im britischen Lake District beschränkt und aufgrund der Nachstellung durch Kormorane und durch Wasserentnahme selten geworden.

## Merkmale
Der Schelly erreicht eine Kopf-Rumpf-Länge von 320 mm. Auf dem Rücken und an den Flanken sind kleine schwarze Flecken zu erkennen. Beim endständigen Maul ist der Unterkiefer vom Oberkiefer umschlossen. Die Schnauze ist senkrecht abgeschnitten. Rund um den Schwanzstiel sind 22 bis 24 Schuppenreihen angeordnet. Die Anzahl der Kiemenreusen beträgt 34 bis 41. Es gibt 10 bis 12 1/2 verzweigte Analstrahlen. Die Anzahl der Schuppenreihen zwischen dem Seitenlinienorgan und  der Brustbasis beträgt gewöhnlich 7 1/2 bis 8 1/2.

## Vorkommen
Der Schelly ist auf den Lake District in der englischen Grafschaft Cumbria beschränkt. Er kommt in den Seen Haweswater, Ullswater, Brotherswater und Red Tarn vor. Sein Verbreitungsgebiet ist kleiner als 20 km².

## Lebensraum und Lebensweise
Der Schelly bewohnt offene Gewässer in Binnenseen. Die Laichzeit ist von Januar bis Februar in flachen Buchten auf Stein- oder Kiesgrund. Die Nahrung besteht aus Krustentieren und Insekten.

## Gefährdung
1992 bildete sich im Lake District eine Kormoran-Brutkolonie. Die Kormorane vermehrten sich so stark, dass sie eine ernsthafte Bedrohung für den Schelly darstellen. Eine weitere Gefährdung geht vom fallenden Wasserspiegel  aus. Während einer Zählung im Haweswater Reservoir wurden im Zeitraum 1997 bis 2006 zwischen 138 und 472 adulte Schellys gezählt. Die IUCN stuft den Schelly als „stark gefährdet“ (endangered) ein.

## Systematik
Obwohl der Ichthyologe Charles Tate Regan den Schelly bereits 1908 als eigenständige Art beschrieb, wird er bis heute in der Literatur über britische Süßwasserfische als Population von Coregonus lavaretus betrachtet. In einer Revision der Coregonen im Jahre 1997 übernahm Maurice Kottelat die Systematik von Regan und verwendete das Binomen Coregonus lavaretus nur noch für den in Frankreich vorkommenden Lavaret.